# El Rosario (Guayas)
El Rosario ist eine Parroquia rural („ländliches Kirchspiel“) im Kanton El Empalme der ecuadorianischen Provinz Guayas. Die Parroquia besitzt eine Fläche von 137,2 km². Die Einwohnerzahl lag im Jahr 2010 bei 9205. Die Parroquia wurde am 27. August 1992 gegründet.

## Lage
Die Parroquia El Rosario liegt im Tiefland im äußersten Norden der Provinz Guayas. Der Río Daule begrenzt das Areal im Westen. Im Südosten reicht die Parroquia bis zum Río Congo. Die Fernstraße E30 (Velasco Ibarra–Pichincha) durchquert die Parroquia in Ost-West-Richtung. Der Verwaltungssitz der Parroquia befindet sich an dieser Straße kurz vor Pichincha.
Die Parroquia El Rosario grenzt im Norden an die Parroquia Guayas, im Osten an die Parroquia Velasco Ibarra, im Süden an den Kanton Balzar sowie im Westen an die Parroquia Pichincha.